# Poproč (Rimavská Sobota)
Poproč (ungarisch Gömörhegyvég – bis 1907 Poprocs) ist eine Gemeinde in der südlichen Mittelslowakei mit 23 Einwohnern (Stand 31. Dezember 2024), die im Okres Rimavská Sobota, einem Kreis des Banskobystrický kraj, liegt und zur traditionellen Landschaft Gemer gehört.

## Geographie
Die Gemeinde befindet sich im Bergland Revúcka vrchovina innerhalb des Slowakischen Erzgebirges, auf einem Rücken zwischen Zuflüssen von Blh im Einzugsgebiet der Rimava. Das Ortszentrum liegt auf einer Höhe von 565 m n.m. und ist 12 Kilometer von Hnúšťa sowie 36 Kilometer von Rimavská Sobota entfernt (jeweils Straßenentfernung).
Nachbargemeinden sind Rovné (Ortsteil Ratkovská Zdychava und Hauptort) im Norden und Osten, Potok im Süden und Hnúšťa (Stadtteile Brádno und Polom) im Südwesten, Westen und Nordwesten.

## Geschichte
Poproč wurde zum ersten Mal 1413 als Felseő Poprocz schriftlich erwähnt und wurde vom Erbrichter Sebastian gegründet. Im Jahr 1427 gab es neun Porta. Nach der Familie Derencsényi hatten auch andere landadlige Familien Gutsanteile im Ort. 1773 wohnten hier 23 Untermieterfamilien, 1828 zählte man 32 Häuser und 301 Einwohner, die ursprünglich als Schaf- und Viehhalter, ab dem 18. Jahrhundert aber vor allem als Haushandwerker und Saisonarbeiter in tiefer gelegenen Teilen des Königreichs Ungarn beschäftigt waren.
Bis 1918/19 gehörte der im Komitat Gemer und Kleinhont liegende Ort zum Königreich Ungarn und kam danach zur Tschechoslowakei beziehungsweise heute Slowakei. 

## Bevölkerung
| Jahr                | 1994 | 2004     | 2014 | 2024    |
| ------------------- | ---- | -------- | ---- | ------- |
| Anzahl der Personen | 36   | 24       | 24   | 23      |
| Unterschied         |      | −33,33 % | +0 % | −4,16 % |

| Jahr                | 2023 | 2024    |
| ------------------- | ---- | ------- |
| Anzahl der Personen | 22   | 23      |
| Unterschied         |      | +4,54 % |

Gemäß der Volkszählung 2011 wohnten in Poproč 14 Einwohner, alle davon Slowaken.
11 Einwohner bekannten sich zur Evangelischen Kirche A. B. sowie jeweils ein Einwohner zur griechisch-katholischen Kirche und zur römisch-katholischen Kirche. Ein Einwohner war konfessionslos.